# Cot Campli
Cot Campli är en kulle i Indonesien.   Den ligger i provinsen Aceh, i den västra delen av landet, 1 800 km nordväst om huvudstaden Jakarta. Toppen på Cot Campli är 207 meter över havet.
Terrängen runt Cot Campli är kuperad åt sydväst, men åt nordost är den platt.Runt Cot Campli är det ganska tätbefolkat, med 96 invånare per kvadratkilometer. Närmaste större samhälle är Sigli, 15,7 km nordost om Cot Campli. I omgivningarna runt Cot Campli växer i huvudsak städsegrön lövskog.